# 195 до н. е.

## Події
- Лю Ін став імператором династії Хань (посмертне ім'я — Імператор Хуей)
- Лаконська війна. Облога Гіфія та поразка сил Спарти.
- Скінчилося Іберійське повстання (197—195 до н. е.)
- Скасований закон Оппія про розкоші.
- Засновано Тунчжоу.

## Померли
- Лю Бан — засновник і перший імператор династії Хань у 206—195 до н. е. (посмертне ім'я — Імператор Ґао, храмове ім'я — Ґаоцзу)